# You & I
You & I је трећи студијски албум британске певачице Рите Оре. Издат је 14. јула 2023. године за BMG. Уследио је скоро пет година касније након што је објавила свој други албум, Phoenix (2018). Претходила су му три сингла: You Only Love Me, Praising You (и Fatboy Slim) и Don't Think Twice.

## Списак песама
| №               | Назив           | Текст                                                                             | Продуцент(и)                         | Трајање |  |
| 1.              |                 | Рита Ора Нејт Сајферт Ворен Фелдер Алекс Најсфоро Џејми Сандерсон Кит Сорелс Роло | Најфоро Сорелс Марк Ралф Фелдер      | 3.06    |  |
| 2.              |                 | Ора Рори Адамс Ели Кембел Фиби Џаспер Џонатан Магвајер Кори Сандерс Луис Томпсон  | Томпсон Фелдер Камерон Гоуер Пул [v] | 2.28    |  |
| 3.              | (и )            | Ора Сербан Казан Норман Кук Џорџија Кју Карен Пул Џон Шејв Камиј Јарбро           | Казан Фелдер Шејв                    | 2.44    |  |
| 4.              |                 | Ора Фелдер Најсфоро Сорелс Спрекли                                                | Најсфоро Сорелс Ралф Фелдер          | 2.41    |  |
| 5.              |                 | Ора Јоханес Бургер Рене Милер Килијан Вилки Асдис Вјорсдоутир                     | Фелдер Гоуер Пул [v]                 | 2.43    |  |
| 6.              |                 | Ора Џони Мари Роло Хенри Волтер                                                   | Фелдер                               | 3.00    |  |
| 7.              |                 | Ора Фелдер Рик Џејмс Најсфоро Сорана Пакурар Сорелс Роло                          | Фелдер                               | 3.01    |  |
| 8.              |                 | Ора Џена Ендруз Фелдер Најсфоро Роло Сорелс                                       | Најсфоро Сорелс Ралф Фелдер          | 2.29    |  |
| 9.              |                 | Ора Јоши Брин Џејсон Океј Џорџија Мик                                             | Океј Брин Оли Грин [v]               | 2.45    |  |
| 10.             |                 | Ора Фелдер Најсфоро Роло Сорелс                                                   | Најсфоро Сорелс Фелдер               | 3.11    |  |
| 11.             |                 | Ора Фелдер Најсфоро Роло Сорелс                                                   | Најсфоро Сорелс Фелдер               | 2.30    |  |
| 12.             |                 | Ора Ник Ан                                                                        | Ан                                   | 3.14    |  |
| Укупно трајање: | Укупно трајање: | Укупно трајање:                                                                   | Укупно трајање:                      | 33.52   |  |

Напомене
- ^[v]  означава вокалног продуцента